# Uropeltis
Uropeltis is een geslacht van slangen uit de familie schildstaartslangen (Uropeltidae).

## Naam en indeling
De wetenschappelijke naam van de groep werd voor het eerst voorgesteld door Georges Cuvier in 1829.
Er zijn 24 soorten, inclusief de soort Uropeltis bhupathyi, die pas in 2018 voor het eerst werd beschreven.
De geslachtsnaam betekent vrij vertaald 'schildstaart' en is afgeleid van de Griekse woorden 'oura' (staart) en 'peltē' (schild).

## Verspreiding en habitat
De soorten komen voor in delen van Azië en leven zonder uitzondering endemisch in India. De habitat bestaat uit vochtige tropische en subtropische bergbossen, droge tropische en subtropische bossen en door de mens aangepaste gebieden zoals plantages.

## Beschermingsstatus
Door de internationale natuurbeschermingsorganisatie IUCN is aan 21 soorten een beschermingsstatus toegewezen. Negen soorten worden beschouwd als 'veilig' (Least Concern of LC), negen soorten als 'onzeker' toegewezen (Data Deficient of DD) en 'kwetsbaar' toegewezen (Vulnerable of VU). Twee soorten worden ten slotte als 'gevoelig' gezien (Near Threatened of NT).

## Soorten
Het geslacht omvat de volgende soorten, met de auteur en het verspreidingsgebied.
| Naam                                                | Auteur                      | Verspreidingsgebied |
| --------------------------------------------------- | --------------------------- | ------------------- |
| Uropeltis arcticeps                                 | Günther, 1875               | India               |
| Uropeltis beddomii                                  | Günther, 1862               | India               |
| Uropeltis bhupathyi                                 | Jins, Sampaio & Gower, 2018 | India               |
| Uropeltis bicatenata                                | Günther, 1864               | India               |
| Uropeltis broughami                                 | Beddome, 1878               | India               |
| Uropeltis ceylanica                                 | Cuvier, 1829                | India               |
| Uropeltis dindigalensis                             | Beddome, 1877               | India               |
| Uropeltis ellioti                                   | Gray, 1858                  | India               |
| Uropeltis grandis                                   | Beddome, 1867               | India               |
| Uropeltis liura                                     | Günther, 1875               | India               |
| Uropeltis macrolepis                                | Peters, 1862                | India               |
| Uropeltis macrorhyncha                              | Beddome, 1877               | India               |
| Roodgevlekte schildstaartslang (Uropeltis maculata) | Beddome, 1878               | India               |
| Uropeltis madurensis                                | Beddome, 1878               | India               |
| Uropeltis myhendrae                                 | Beddome, 1886               | India               |
| Uropeltis nitida                                    | Beddome, 1878               | India               |
| Uropeltis ocellata                                  | Beddome, 1863               | India               |
| Uropeltis petersi                                   | Beddome, 1878               | India               |
| Uropeltis phipsonii                                 | Mason, 1888                 | India               |
| Uropeltis pulneyensis                               | Beddome, 1863               | India               |
| Uropeltis rubrolineata                              | Günther, 1875               | India               |
| Uropeltis rubromaculata                             | Beddome, 1867               | India               |
| Uropeltis shorttii                                  | Beddome, 1863               | India               |
| Uropeltis woodmasoni                                | Theobald, 1876              | India               |